# D.A. Log
D.A. Log é uma empresa de logística, pertencente aos Diários Associados.Trabalha com clientes internos (do grupo) e externos. Sua sede fica na cidade de Brasília, DF, na mesma sede do grupo.